# Lista de pinturas de Pedro Alexandrino

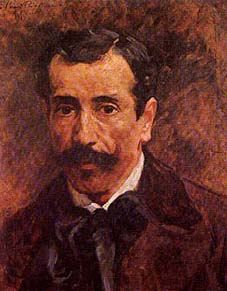
Autorretrato (data desconhecida).

Esta é uma lista de pinturas de Pedro Alexandrino.
Pedro Alexandrino Borges (1856-1942) foi um pintor, desenhista, decorador e professor nascido em São Paulo
Muito jovem com 11 anos, começa a trabalhar com o decorador francês Claude-Paul Barandier na decoração da Catedral Metropolitana de Campinas. Em 1883 em São Paulo foi aluno de Almeida Júnior, que o aconselha a seguir pintando naturezas-mortas. Entre os anos de 1887 e 1888 na cidade de Rio de Janeiro, estuda desenho com José Maria de Medeiros e pintura com Zeferino da Costa. De 1890 a 1892 estuda na Escola Nacional de Belas Artes. No ano de 1896 em Paris estuda no ateliê de Renè Louis Chrétien e na Académie Fernand Carmon. Entre 1899 e 1901 trabalhou no ateliê de Antoine Vollon. Em seu retorno ao Brasil se estabeleceu como professor de pintura tendo como alunos Tarsila do Amaral (1886-1973), Anita Malfatti (1889-1964) e Bonadei (1906-1974).
| Imagem | Título                                  | Data      | Material          | Coleção                                             | Descrito em |
| ------ | --------------------------------------- | --------- | ----------------- | --------------------------------------------------- | ----------- |
|        | Peixe                                   | 1886      | tinta a óleo tela | Museu de Arte de São Paulo                          |             |
|        | Paisagem - Olaria                       | 1894      | tinta a óleo tela | Coleção Fundo Museu Paulista Coleção Museu Paulista |             |
|        | Cozinha na roça                         | 1894      | tinta a óleo tela | Q59247460                                           |             |
|        | Natureza-morta com vaso e fruta         | 1895      | tinta a óleo tela | Museu de Arte de São Paulo                          |             |
|        | Natureza-morta                          | 1896      | tinta a óleo tela | Museu de Arte do Rio Grande do Sul Ado Malagoli     |             |
|        | A copa                                  | 1897      | tinta a óleo tela | Museu Nacional de Belas Artes                       |             |
|        | Ostras e copos                          | 1899      | tinta a óleo tela | Q59247460                                           |             |
|        | Flores e doces                          | 1899      | tinta a óleo tela | Pinacoteca de São Paulo                             |             |
|        | Bananas e metal                         | 1900      | tinta a óleo tela | Q59247460                                           |             |
|        | Peru depenado                           | 1903      | tinta a óleo tela | Pinacoteca de São Paulo                             |             |
|        | Aspargos                                | 1911      | tinta a óleo tela | Q59247460                                           |             |
|        | Retrato de Júlio Conceição (Piracicaba) | século XX | tinta a óleo tela | Coleção Fundo Museu Paulista Coleção Museu Paulista |             |
|        | Natureza-morta - Uvas e pêssegos        | século XX | tinta a óleo tela | Pinacoteca de São Paulo                             |             |
|        | Natureza-morta com morango              |           | tinta a óleo tela | Museu de Arte de São Paulo                          |             |
|        | Maçãs e uvas                            |           | tinta a óleo tela | Pinacoteca de São Paulo                             |             |
|        | Frutas e flores                         |           | tinta a óleo tela | Pinacoteca de São Paulo                             |             |
|        | Natureza-morta - Pêras e morangos       |           | tinta a óleo tela | Pinacoteca de São Paulo                             |             |

∑ 17 items.